# Ešta'olský les

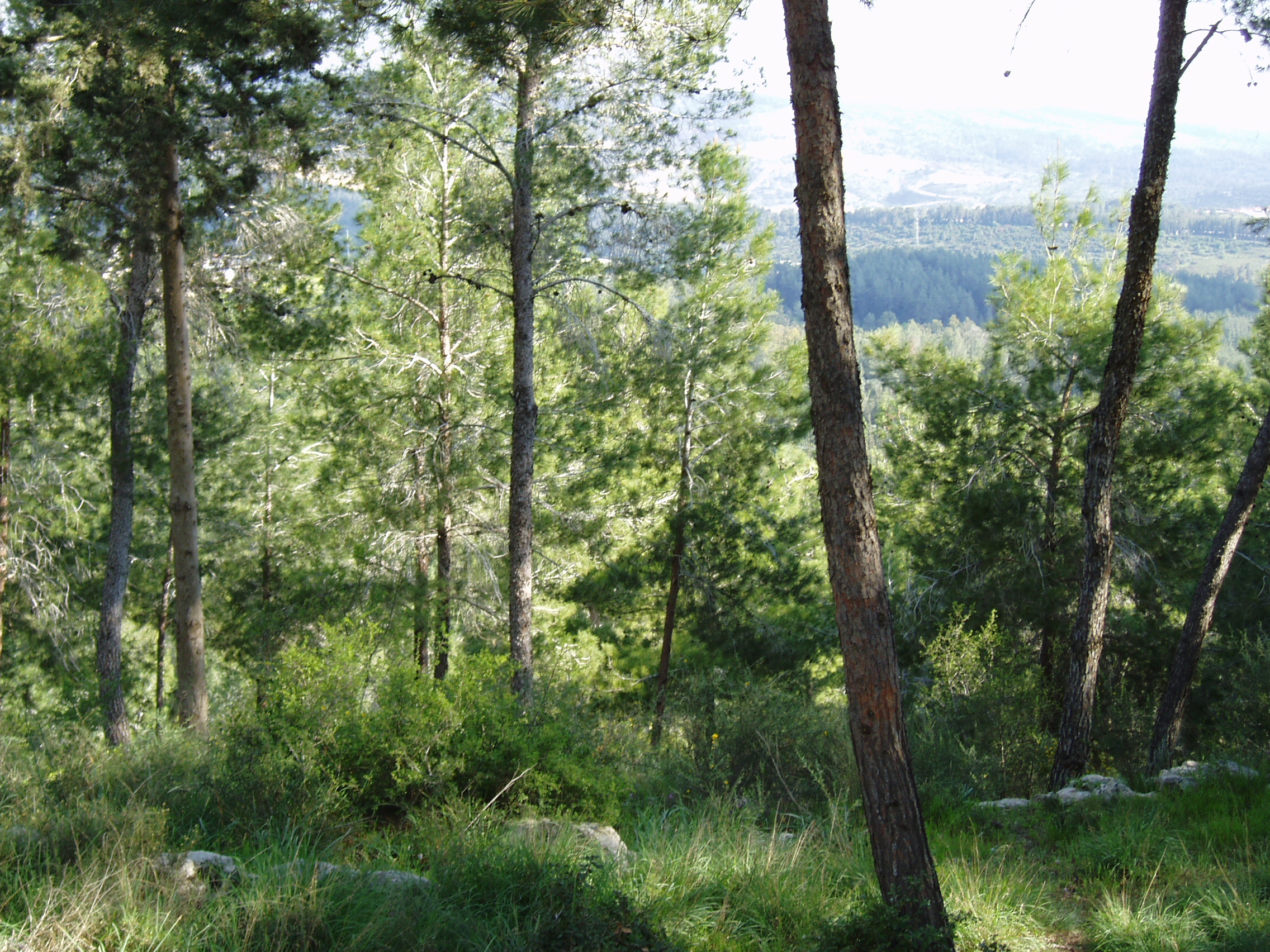
Eštaolský les

Ešta'olský les (hebrejsky: יער אשתאול) je les v Izraeli poblíž města Bejt Šemeš, který se nachází západně od Jeruzaléma. Na jeho východě leží les Mučedníků. Les je oblíbeným místem rekreací a patří k největším v Izraeli. Je součástí rozsáhlejšího lesního komplexu zvaného Rabinův park. Rozkládá se na celkové ploše 12 000 dunam (12 čtverečních kilometrů).
Stejně jako mnoho ostatních lesů v Izraeli byl i Ešta'olský les vysázen Židovským národním fondem, který jej i nadále rozšiřuje další výsadbou. Na výsadbě se podíleli zejména obyvatelé (Židé z Jemenu) nedaleké vesnice Ešta'ol založené roku 1949.

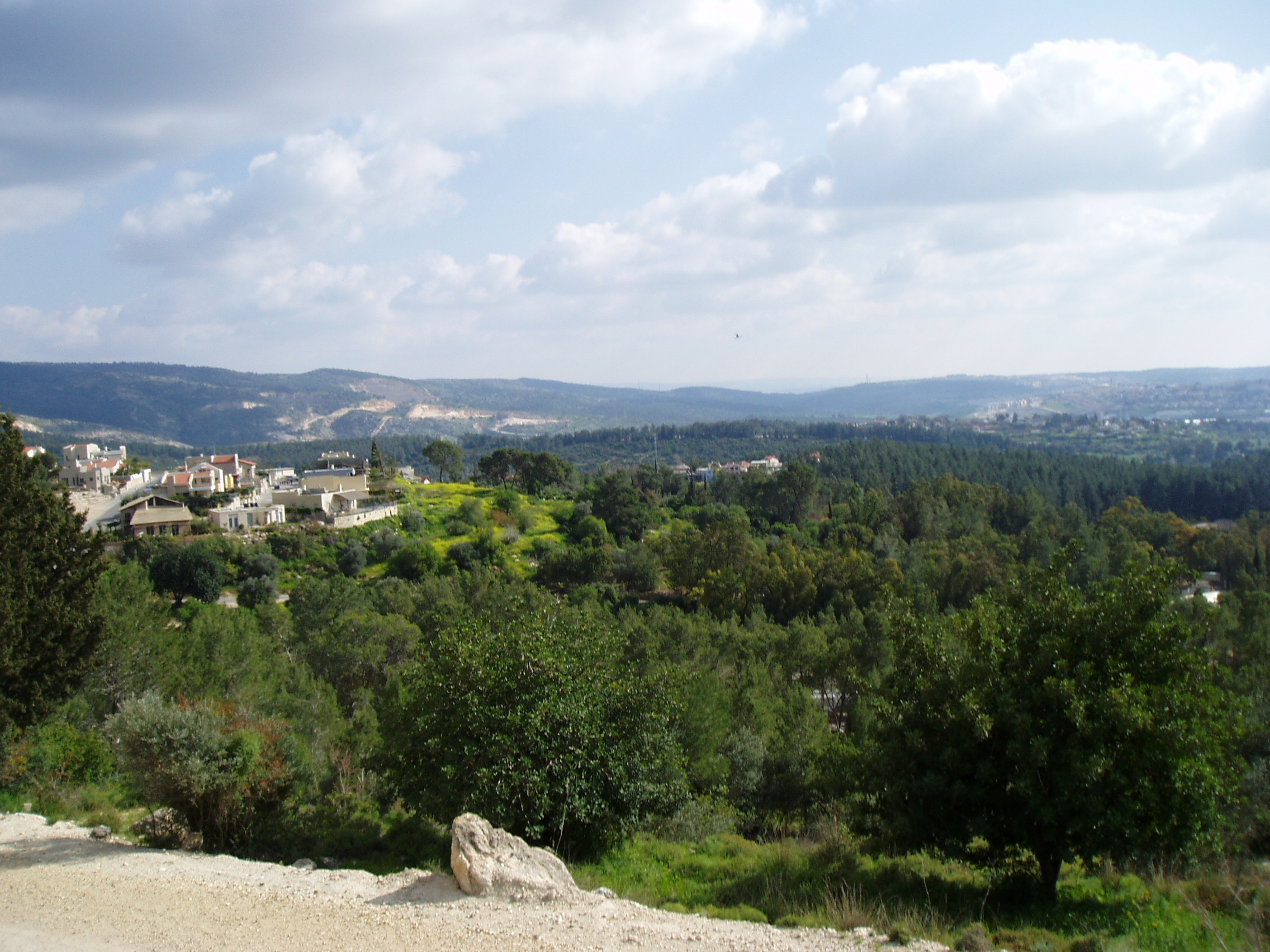
Eštaolský les
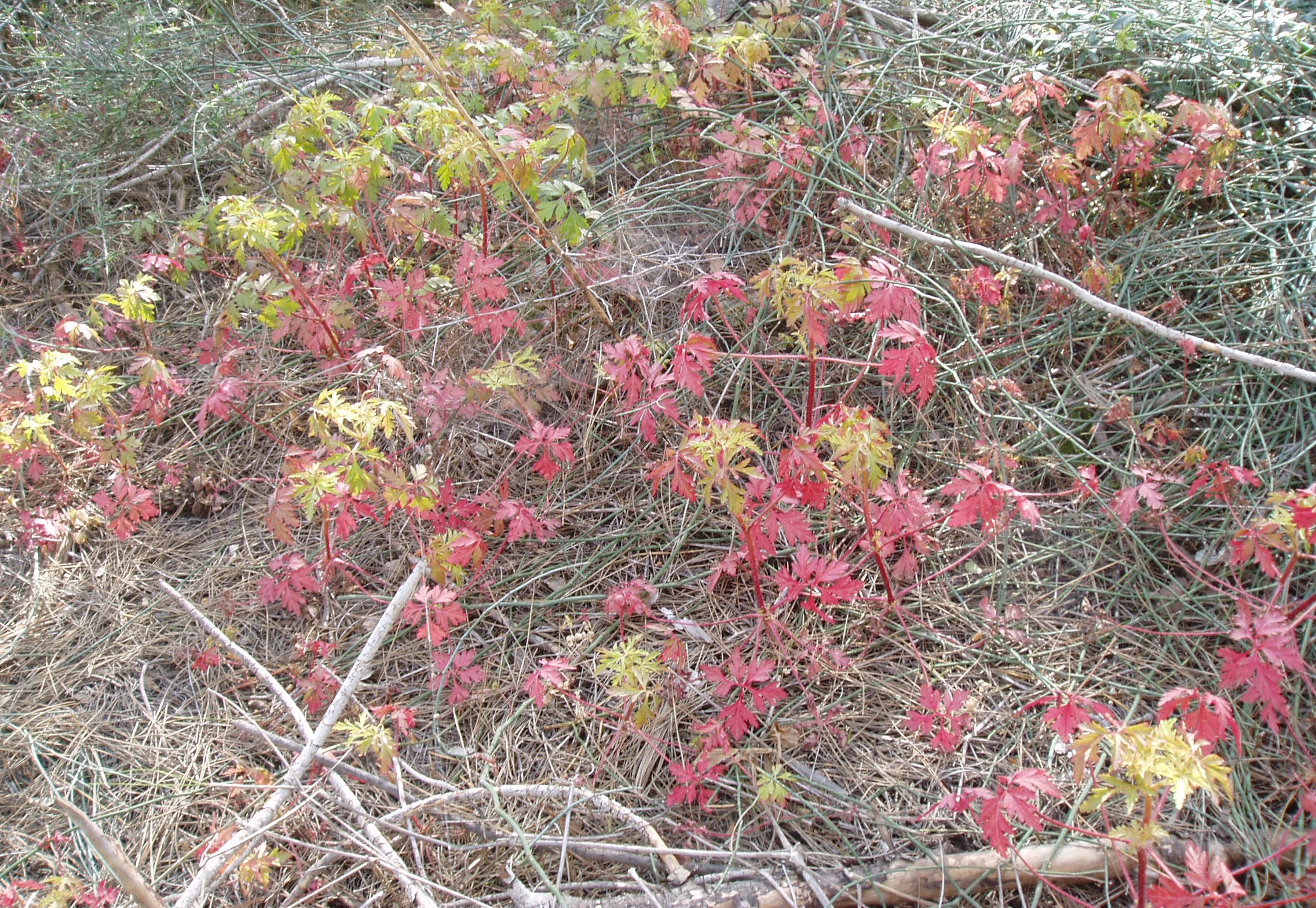
mladé stromky